# Christo Foerster
Christo Foerster (* 26. Dezember 1977 in Berlin) ist ein deutscher Abenteurer, Podcaster, Vortragsredner und Autor mehrerer Sachbücher.

## Leben
Foerster studierte an der Deutschen Sporthochschule Köln und wurde an der Berliner Journalisten-Schule zum Redakteur für TV, Print und Hörfunk ausgebildet.
Nach seiner Ausbildung war er von 2006 bis 2012 als Redakteur und Sportchef bei der Zeitschrift Fit for Fun tätig, von 2014 bis 2015 verantwortete er als Chefredakteur die deutsche Ausgabe der Zeitschrift Men’s Fitness.
Foerster absolvierte an der Coachingakademie Hamburg eine Ausbildung zum systemischen Coach. Seit 2017 beschäftigt er sich vornehmlich mit den Themen Abenteuer und persönliche Veränderung und veröffentlicht entsprechende Beiträge. Foerster gilt als Begründer der „Mikroabenteuer“-Idee in Deutschland. 2018 erhielt er für sein Buch Mikroabenteuer den Deutschen Selfpublishing-Preis.
Im August 2019 gelang es ihm als Erster, Helgoland vom deutschen Festland aus im Stehpaddeln zu erreichen. 2021 reiste er aus eigener Kraft mit dem Standup Paddleboard von der Zugspitze bis zum nördlichsten Punkt Deutschlands auf Sylt und veröffentlichte im Mai 2022 das Buch Abenteuerland, in dem er von dieser Reise berichtet. Seit 2020 ist Foerster Host des Podcast Frei raus – Abenteuer fürs Leben. Foerster lebt mit seiner Frau Anja und zwei Kindern in Hamburg.

## Publikationen
- Schlau durch Sport: Wie Sie durch Bewegung Ihr Gehirn trainieren. Südwest Verlag 2009, ISBN 978-3-517-08471-8.
- Neo Nature: Endlich gesünder und erfolgreicher leben. Gabal Verlag 2015, ISBN 978-3-86936-629-6.
- Dein bestes Ich: Inspirationen für ein kraftvolles Leben. Gabal Verlag 2016, ISBN 978-3-86936-723-1.
- Mikroabenteuer. Das Praxisbuch, 2. Aufl., HarperCollins 2020, ISBN 978-3-95967-404-1.
- Mikroabenteuer. Das Motivationsbuch, HarperCollins 2020, ISBN 978-3-95967-405-8.
- Mikroabenteuer. Das Jahreszeitenbuch, HarperCollins 2021, ISBN 978-3-7499-0018-3.
- Abenteuerland – von der Zugspitze nach Sylt. Harper Collins 2022, ISBN 978-3-365-00030-4.